# Blue Peter (tv-programma)
Blue Peter is een Brits kinderprogramma op televisie, gemaakt door John Hunter Blair. Het is het langstlopende kinderprogramma ter wereld, en wordt uitgezonden sinds oktober 1958. Het werd voornamelijk uitgezonden vanuit het BBC Television Centre in Londen tot september 2011, toen het programma verhuisde naar dock10 studio's in MediaCityUK in Salford, Greater Manchester. Het wordt momenteel uitgezonden op de CBBC-televisiezender op vrijdag om 17.00 uur. De show wordt ook herhaald op zaterdag op BBC Two, op zondag om 9.00 uur en een BSL-versie wordt uitgezonden op dinsdag om 14.00 uur. Decennialang werd de show regelmatig live uitgezonden; in maart 2025 werd echter een volledig vooraf opgenomen format geïntroduceerd.
Na de oorspronkelijke creatie werd het programma ontwikkeld door een BBC-team onder leiding van Biddy Baxter; Ze werd programmaredacteur in 1965 en gaf die rol in 1988 op. In de loop van de geschiedenis van het programma zijn er drieënveertig officiële presentatoren geweest; momenteel worden de presentaties verzorgd door Joel Mawhinney, Abby Cook en Shini Muthukrishnan.
Het programma heeft een nautische titel en thema. De inhoud, die een magazine/entertainmentformat volgt, bevat uitdagingen voor kijkers en presentatoren, wedstrijden, interviews met beroemdheden, populaire cultuur en secties over het maken van kunst- en knutselartikelen van huishoudelijke artikelen. Het programma had een tuin in zowel Londen als Salford, bekend als de Blue Peter Garden, die in de zomer en voor buitenactiviteiten wordt gebruikt. Het programma bevatte een aantal huisdieren, waaronder honden, schildpadden, katten en papegaaien. De lange levensduur van Blue Peter heeft het gevestigd als een belangrijk onderdeel van de Britse cultuur en het Britse erfgoed.